# Liodrosophila actinia
Liodrosophila actinia är en tvåvingeart som först beskrevs av Toyohi Okada 1988.  Liodrosophila actinia ingår i släktet Liodrosophila och familjen daggflugor.
Artens utbredningsområde är Sri Lanka. Inga underarter finns listade i Catalogue of Life.